# القادسية (اللاذقية)
الجنكيل قرية في ناحية قرى مركز الحفة التابعة لمنطقة الحفّة في محافظة اللاذقية. بلغ عدد سكانها 1229 نسمة عام 2004.